# Totia Meireles
Pour les articles homonymes, voir Meireles.
Maria Elvira Meirelles, dite Totia Meireles (née le 11 octobre 1958 à Cuiabá) est une actrice brésilienne de théâtre, de cinéma et de télévision.

## Filmographie
- 1988 - Vale Tudo .... Caixa da loja de roupas
- 1989 - Que Rei Sou Eu? .... Monah
- 1990 - Pantanal
- 1990 - Lua Cheia de Amor .... Secretária
- 1991 - O Fantasma da Ópera .... Vera Gonzaga
- 1993 - Femmes de sable ... Sonia
- 1994 - Escolinha do Professor Raimundo .... Tereza Mercantil
- 1995 - Malhação .... Elaine
- 1996 - Perdidos de Amor .... Sofia
- 1996 - O Fim do Mundo .... Cacilda
- 1998 - Malhação .... Dulce Magalhães
- 1999 - Suave Veneno .... Matilde
- 2001 - Le Clone .... Laurinda
- 2003 - Malhação .... Sandra
- 2004 - A Diarista .... Susana
- 2004 - Carga Pesada, Direção Perigosa ... passageira do ônibus
- 2005 - América .... Vera Tupã do Nascimento
- 2006 - Cobras & Lagartos .... Silvana Munhoz
- 2007 - Amazônia, de Galvez a Chico Mendes .... Dalva
- 2007 - Duas Caras .... Jandira Alves
- 2008 - Casos e Acasos .... Catarina
- 2009 - India, A Love Story .... Drª Aida
- 2009 - Episódio Especial .... Ela Mesma
- 2009 - Chico e Amigos .... Stella
- 2009 - Episódio Especial .... Ela Mesma
- 2011 - Divã .... Tânia
- 2011 - Fina Estampa .... Zambeze Siqueira Maciel
- 2012 - Salve Jorge .... Wanda Rodrigues (Adalgisa/Marta/Jussara Guerra/Djanira)[1],[2],[3]